# NGC 2665
NGC 2665 este o emission-line galaxy⁠(d) situată în constelația Hidra. A fost descoperită în 1886 de către Frank Muller. Se află la o distanță de 24,55 de megaparseci de Pământ.